# Johan I Schellaert van Obbendorf

Familiewapen
Schellaert

Johan I Schellaert van Obbendorf heer van Niederen en Overen (- 6 maart 1251) uit het Huis Schellaert. Hij was een zoon van Gerard van Schellaert en Walburgis van Meurs en kleinzoon van Willem van Gulik Schellaert. 
Hij trouwde (1) met Ode van Randerode dochter van Arnoud van Randerode. Uit hun huwelijk zijn de volgende kinderen geboren:
- Odile Schellaert van Obbendorf
- Cunegonde Schellaert van Obbendorf non in de Dom van Keulen
- Willem Schellaert van Obbendorf heer van Niederen

Hij trouwde (2) met Adelive van Houffalize. Uit zijn tweede huwelijk zijn geen kinderen geboren.
Johan was een kleinzoon van Willem van Gulik Schellaert